# Марио Специ
Марио Специ (на италиански: Mario Spezi) е италиански журналист и писател.

## Биография
Марио Специ е роден на 30 юли 1945 г. в Сант'Анджело ин Вадо, Марке, Италия. Дебютира като журналист в „Paese Sera“ и „Nazione Sera“. През 1975 г. се премества на работа във флорентинския вестник „La Nazione“, където е репортер и редактор на културния отдел. Остава в него повече от две десетилетия. В своята работа се занимава със случаите на незаконно подслушване, „Червените бригади“, ложата „Р2“, самолетните отвличания, и различни други престъпления. В „La Nazione“, „Satyricon di Repubblica“, и в други издания са публикувани негови политически карикатури и шаржове. През 1981 г. получава наградата за политическа сатира „Forte dei Marmi“ и му е посветена голяма изложба. Излагал е картини в частни галерии във Флоренция, Парма и Урбино.
Прекарва голяма част от времето си, разследвайки известния случай за престъпленията на серийния убиец, наречен „Чудовището от Флоренция“, като пише за него в едноименното си произведение от 1983 г. През 1986 г. въз основа на него е направен филм от Чезаре Ферарио.
През 2003-2004 г. сътрудничи на американския писател Дъглас Престън като събира материали за неговата книга – „Огън от ада“ (Brimstone). Когато Престън се мести със семейството си във Флоренция да пише нова книга, двамата отново се заемат със същия случай. Заради това упорито разследване и заради отношението им към процеса на американската студентка Аманда Нокс си навличат гнева на италианския прокурор от Перуджа Джулиано Минини. На 7 април 2006 г. Специ е арестуван по нареждане на Минини с обвинения за клевета по отношение на разследването на престъпленията. Остава в затвора 23 дни преди Върховният съд да определи арестуването му като неоснователно. Случаят за задържането му е описан от него в „Изпратен в затвора“. Съвместният им роман с Престън е публикуван в Италия през 2006 г., а след допълване – в САЩ през 2008 г., където веднага става бестселър.
Марио Специ е работил с различни италиански и международни списания като „L'Express“, „L'Europeo“, „Panorama“, „Mediaset“, и „The New Yorker“. Последно работи като журналист в „Corriere Fiorentino“, тосканското издание на „Corriere della Sera“.
Умира от рак във Флоренция на 9 септември 2016 г.

## Произведения

### Есета
- Чудовището от Флоренция, Il mostro di Firenze (1983)
- Черния мит на Флоренция, Il mito nero di Firenze (1996) – в сътрудничество с Натсу Шимамура
- Седемте от Сатаната – Хрониките на дяволите, Le sette di Satana – Cronache dall’ Inferno (2004)
- Хълмовете на смъртта, Dolci colline di sangue (2006) – в сътрудничество с Дъглас Престън (на английски излиза под името „Monster of Florence“)
Чудовището от Флоренция, изд.: „Ергон“, София (2011), прев. Мирела Стефанова
- Изпратен в затвора, Inviato in galera (2007)
- Единадесет убийства чакат истината, Undici delitti in attesa di verità (2008)
- Кървави хълмове, Dolci colline di sangue (2009) – в сътрудничество с Дъглас Престън
- В тъмната нощ на юли – Тайната история на Цирцея от Версилия, Nel buio di una notte di luglio – La misteriosa storia della Circe della Versilia (2012)

### Романи
- Зеления цигулар, Il violinista verde (1996)
- Стъпката на чудовището, Il passo dell'orco (2003)
- Престъпленията говорят два пъти, Delitti raccontati due volte (2008)
- Извънредните разследвания на комисаря Лупо Белакуа, Un'indagine estrema del commissario Lupo Belacqua (2009)
- Монетата на властта винаги има три страни, La moneta del potere ha sempre tre facce (2011)

### Филмография
- Il mostro di Firenze (1986) – сценарий